# Пьер де Ланнуа
Пьер де Ланнуа (фр. Pierre de Lannoy; ок. 1445 — 12 мая 1510), сеньор де Френуа — государственный и военный деятель Бургундии и Габсбургских Нидерландов.

## Биография
Сын Жильбера де Ланнуа, сеньора де Виллерваль, и Изабеллы Фландрской.
Советник и камергер императора Максимилиана I, верховный бальи страны и графства Алст.
Был одним из капитанов и военачальников, имевшим задачу отвоевать у французов Аррас, что было исполнено в 1492 году. В том же году подписал мирный договор межу Максимилианом и гентцами.
В 1491 году на капитуле в Мехелене принят в рыцари ордена Золотого руна.

## Семья
Жена (20.01.1469): Йоссина ван Глим-Гримберген, дочь Филиппа ван Глима, сеньора Гримбергена, и Иоганны ван Хамал ван Элдерен
Дети:
- Ферри-Анри-Фердинанд, сеньор де Френуа, великий бальи Алста. Жена 1): Мари-Маргерит де Жош де Мастен, дама де Бофреме и д'Эрбо, дочь Жана де Жоша, сеньора де Мастен; 2): Катрин де Монестрен
- Мари. Муж (1508): Жан де Льер, сеньор д'Иммерсель, виконт Алста, маркграф Антверпена
- Маргерита (ум. 29.03.1492). Муж: Филибер де Вере (ум. 1512), главный дворцовый распорядитель